# Щесьники
Щесьники (пол. Szcześniki) — село в Польщі, у гміні Ганськ Володавського повіту Люблінського воєводства. Населення — 98 осіб (2011).

## Історія
За даними етнографічної експедиції 1869—1870 років під керівництвом Павла Чубинського, у селі переважно мешкали греко-католики, які розмовляли українською мовою.
У 1975—1998 роках село належало до Холмського воєводства.

## Населення
Демографічна структура станом на 31 березня 2011 року:
|          | Загалом | Допрацездатний вік | Працездатний вік | Постпрацездатний вік |
| -------- | ------- | ------------------ | ---------------- | -------------------- |
| Чоловіки | 53      | 15                 | 33               | 5                    |
| Жінки    | 45      | 9                  | 21               | 15                   |
| Разом    | 98      | 24                 | 54               | 20                   |

## Відомі люди
Народилися
- Пащук Іван Григорович (1938—2013) — український письменник, журналіст, краєзнавець. Член правління Національної спілки краєзнавців України.